# Live with Repertoire
Live with Repertoire ist ein Jazzalbum von Howard Riley. Die am 11. November 2011 für das Leicester Jazz House im Veranstaltungsort Embrance Arts, Leicester, entstandenen Aufnahmen erschienen am 1. Dezember 2013 auf NoBusiness Records.

## Hintergrund
Nach seinem vorangegangenen Soloalbum The Complete Short Stories 1998–2010 (2011), konzentriert sich der Pianist Howard Riley bei Live with Repertoire, wie der Titel schon andeutet, hauptsächlich auf das Songbook, insbesondere auf die Kompositionen von Thelonious Monk, die neben Duke Ellingtons Werk zu seinen Referenzpunkten zählte. Im Begleittext erklärte Riley, dass er bei seiner Arbeitsweise einen Auftritt entweder mit oder ohne „Repertoire“ gestalte, je nach Publikum, Ambiente und seiner Stimmung.

## Titelliste
- Howard Riley: Live with Repertoire (NoBusiness Records NBCD 58)[2]

1. Monk’s Mood 4:50
2. Ba-Lue Bolivar Ba-Lues Are 3:45
3. Darn That Dream (Jimmy Van Heusen, Eddie DeLange) 4:54
4. Now One (Howard Riley) 3:07
5. Ruby, My Dear 4:30
6. Now Two (Howard Riley) 3:11
7. ’Round Midnight 6:41
8. I’m Getting Sentimental Over You (George Bassman, Ned Washington) 5:42
9. Formerly (Howard Riley) 4:15
10. Body and Soul (Johnny Green, Edward Heyman, Frank Eyton, Robert Sour) 6:21
11. Well You Needn’t 5:37
12. Signing Off (Howard Riley) 1:12

Wenn nicht anders vermerkt, stammen die Kompositionen von Thelonious Monk.

## Rezeption

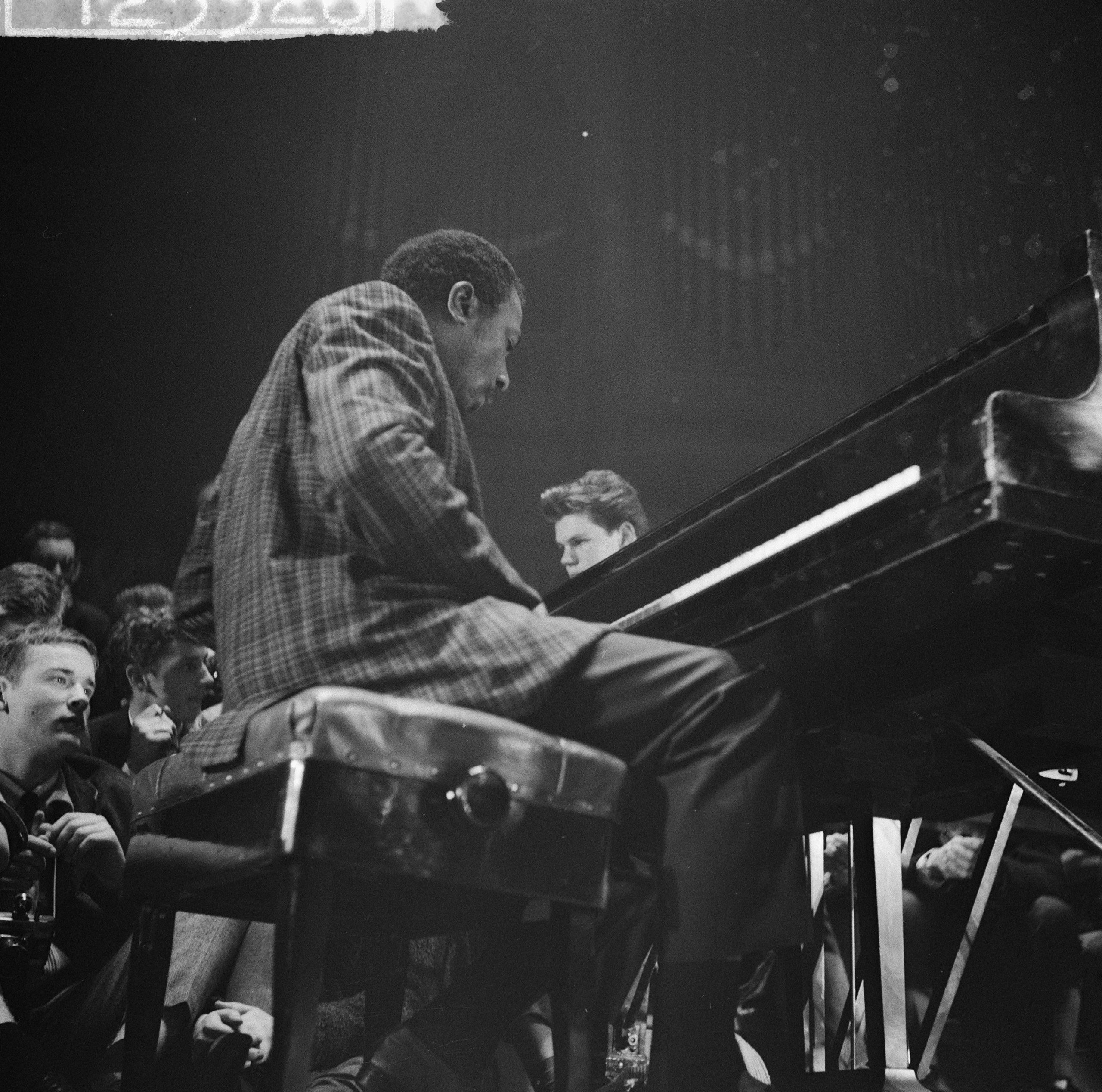
Thelonious Monk (1961)

Selbst wenn Jazzstandards die Grundlage für ein Stück bildeten, würde Riley verschiedene Ansätze anwenden, stellte John Sharpe in seiner Besprechung des Albums in All About Jazz fest. Manchmal hülle er gewohnte Melodien in eine Flut von Verzierungen, wie im Fall von „I’m Getting Sentimental Over You“, während er zu anderen Zeiten transparentere Interpretationen wie Monks „Ba-Lue Bolivar Ba-Lues Are“ und alle dazwischen liegenden Stationen darbiete. Oft tendiere sein Stil ins Ausschweifende, manchmal sogar ins Blumige, so der Autor. Er betone selten die rhythmischen Aspekte einer Melodie, sondern bevorzuge Rubato-Einwürfe und tangentiale Abschweifungen, sodass die kurzen Zeitpassagen, wie das Stride-Gefühl am Ende seiner eigenen Komposition „Formerly“, hervorstechen, wenn sie vorkommen.
Wie die anderen drei Eigenkompositionen Rileys würde „Now One“ eine Staccato-artige Dynamik in Oktaven erzeugen, bevor ein einzelner Tastenanschlag erklingt, während die plätschernde Atonalität von „Now Two“ mit einem schönen Abschnitt ende, der ähnlich etwas wiederholt, das wie ein absichtlich verzerrter Ton klinge, so Sharpe weiter. „Monk’s Mood“ würde durch eine rollende, bluesig angehauchte Unterströmung bestechen, während Riley in „’Round Midnight“ das bekannte Thema subtil mit Dissonanzen ergänze, die Monk sicher geschätzt hätte. Das vorletzte „Well You Needn’t“ bildee einen der Höhepunkte, da eine Figur auf gedämpften Tasten als wiederkehrendes Motiv während einer frei gestalteten Exkursion fungiere, wobei die bekannte Melodie erst ganz am Ende aufblühe.
Riley sei ein Meister sowohl der freien Improvisation als auch der strukturierten Musik, wie er in seiner [bis dato] 45-jährigen Karriere unter Beweis gestellt habe, in der er mit so unterschiedlichen Leuten wie Barry Guy, Art Themen und Jaki Byard zusammengearbeitet hat, schrieb Andy Boeckstaens (London Jazz News). Die gesamte CD sei von einem herrlich leuchtenden, funkelnden Klavierspiel durchdrungen, das von Logik und verblüffender Einheit durchdrungen ist. In gewisser Weise seien die Stücke dieses Konzerts alle aus einem Guss, wie eine rhapsodische Suite, die durch die einzigartige Konzeption des Pianisten zusammengefügt wurde. Allein am Klavier spiele Riley Free Jazz im wahrsten Sinne des Wortes: Er habe die Vorstellungskraft, etwas zu erschaffen; die Erfahrung, um zu wissen, was funktioniert, und das Können, es umzusetzen.
Der hohe Anteil an Monk-Stücken sei nicht überraschend, da Riley eine lange und beeindruckende Geschichte als Monk-Interpret habe, die bis zu einem Klavierduo mit Jaki Byard im Jahr 1984 zurückreiche, schrieb John Eyles (Squid's Ear). Hier würde Riley das Album mit einer flüssigen, fließenden Interpretation von „Monk’s Mood“ beginnen, bevor er direkt in eine perkussive Version von „Ba-Lue Bolivar Ba-Lues-Are“ übergeht, die einen völligen Kontrast darstelle. Auf keinem von beiden sei Riley übermäßig ehrfürchtig gegenüber Monks Original; er laufe nie Gefahr, wie ein Kopist oder Parodist zu klingen, sondern nutze die Stücke als Sprungbrett für seine eigene Vorstellungskraft und Kreativität. Folglich sei sein Spiel sehr unverwechselbar. Über die zwölf Titel hinweg gebe es genügend Variationen in Anschlag und Dynamik, um die Musik frisch zu halten, aber keine sehr offensichtlichen Unterschiede in Rileys Herangehensweise an die drei verschiedenen Materialquellen. Dies verleihe dem Album eine angenehme Konsistenz, ohne böse Überraschungen. Insgesamt gelinge ihm der raffinierte Trick, Musik zu spielen, die leicht anzuhören sei, ohne jemals Gefahr zu laufen, „Easy Listening“ zu werden.